# تزوتان تودوروف
تزوتان تودوروف (به زبان بلغاری: Цветан Тодоров و به زبان فرانسوی: Tzvetan Todorov) (زادهٔ ۱ مارس ۱۹۳۹-درگذشته ۷ فوریه ۲۰۱۷) فیلسوف، مورخ و نشانه‌شناس بلغاری-فرانسوی بود.

## زندگی
تودوروف در بلغارستان به دنیا آمد و در ۱۹۶۳ به پاریس رفت. او که در بلغارستان مدرکی گرفته بود و توصیه‌ای از دانشگاه صوفیه در دست داشت، برای نخستین‌بار هنگامی که با ماهیت محافظه‌کارانه سوربن پیش از ۱۹۶۸ آشنا شد که از دانشکده ادبیات آنجا انجام پژوهش در زمینه نظریه ادبی را درخواست کرد. رئیس دانشکده به سردی به اطلاع تودوروف رساند که در دانشکده او پژوهش در زمینه نظریه‌های ادبی انجام نمی‌گیرد و هیچ موردی هم برای این کار وجود ندارد. تودوروف جوان برای آن‌که مرعوب نشده باشد، به مطالعه در کتابخانه سوربن پرداخت و از طریق یکی از کارمندان کتابخانه سرانجام با ژرار ژانت تماس گرفت و او به تودوروف پیشنهاد کرد که در سمینار رولان بارت در مدرسه مطالعات عالی علوم اجتماعی شرکت کند. تماس او با رولان بارت او را قادر ساخت که مقالاتی برای نشریهٔ پرنفوذ نشانه‌شناسی میان‌رشته‌ای، یعنی کمونیکاسیون بنویسد. تودوروف در سال ۱۳۸۵ به ایران سفر کرد و در خانه هنرمندان به ایراد سخنرانی پرداخت.

تزوتان تودوروف، روز سه‌شنبه نوزدهم بهمن ماه ۱۳۹۵ مقارن با ۷ فوریه ۲۰۱۷، در ۷۷ سالگی در پاریس درگذشت.